# Karneval 83
|  | Denne artikel er oprettet af botten Steenthbot ud fra en ekstern database. Den kan derfor have sproglige fejl eller mangler. Denne skabelon kan fjernes efter kontrol af indholdet. |

Karneval 83 er en dansk dokumentarfilm fra 1984 instrueret af Ib Vos, Søren Hee Lindhardt, Jan R. Friis og Birger Larsen.